# 30 juni
30 juni är den 181:a dagen på året i den gregorianska kalendern (182:a under skottår). Det återstår 184 dagar av året.

## Återkommande bemärkelsedagar

### Nationaldagar
- Kongo-Kinshasas nationaldag (till minne av självständigheten från Belgien denna dag 1960)

## Namnsdagar

### I den svenska almanackan
- Nuvarande – Elof och Leif
- Föregående i bokstavsordning
  - Commemoratio Sancti Pauli – Denna benämning, som betyder Sankt Pauli åminnelsedag, fanns på dagens datum i de allra äldsta helgonkalendarierna till minne av Sankt Paulus. Det utgick dock snart, till förmån för Martialis.
  - Elof – Namnet infördes på dagens datum 1901 till minne av Elof Tegnér (se nedan) och har funnits där sedan dess.
  - Elvira – Namnet infördes på dagens datum 1986. 1993 flyttades det till 10 maj och 2001 till 1 mars.
  - Leif – Namnet infördes 1986 på 15 november, men flyttades 1993 till dagens datum, där det har funnits sedan dess.
  - Martialis – Namnet fanns, till minne av Martialis av Limoges en av Petrus lärjungar, som missionerade i Gallien, på dagens datum före 1901, då det utgick.
  - Viran – Namnet infördes på dagens datum 1986, men utgick 1993.
- Föregående i kronologisk ordning
  - Före 1901 – Commemoratio Sancti Pauli och Martialis
  - 1901–1985 – Elof
  - 1986–1992 – Elof, Elvira och Viran
  - 1993–2000 – Elof och Leif
  - Från 2001 – Elof och Leif
- Källor
  - Brylla, Eva (red.): Namnlängdsboken, Norstedts ordbok, Stockholm, 2000. ISBN 91-7227-204-X
  - af Klintberg, Bengt: Namnen i almanackan, Norstedts ordbok, Stockholm, 2001. ISBN 91-7227-292-9

### Finlandssvenska almanackan
- Nuvarande från 1929[1] – Leif
- I föregående revideringar[a][2]
  - inga ändringar sedan 1929

## Händelser
- 296 – Sedan Gajus avlidit den 22 april väljs Marcellinus till påve.[3] Under hans åtta år som påve inleds kejsar Diocletianus särskilt svåra förföljelse av de kristna, men det är inte troligt att Marcellinus ska ha lidit martyrdöden under förföljelserna.
- 1520 – Den spanske conquistadoren Hernán Cortés och hans här på omkring 600–1 000 spanjorer lyckas, med hjälp av omkring 20 000 allierade indianers hjälp, under natten till 1 juli, kämpa sig ut ur aztekhuvudstaden Tenochtitlán, sedan aztekhärskaren Moctezuma II, som de har tagit som gisslan, har avlidit föregående dag. Majoriteten av spanjorerna blir dödade under kampen, men även om aztekerna, som har 50 000 soldater till sitt förfogande, lider ganska lätta förluster dör många av dem senare av de smittkoppor, som spanjorerna har smittat dem med. Händelsen går till historien som La Noche Triste (sorgenatten), eftersom Cortés efteråt uttrycker stor sorg över hur många spanska liv som går till spillo och vilka stora rikedomar, som går spanjorerna ur händerna. Det blir emellertid en viktig händelse under den spanska erövringen av Mexiko, då det faktum att Cortés lyckas göra sig fri leder till, att han sedermera kan planera en belägring av Tenochtitlán, som leder till Aztekrikets fall.
- 1894 – Efter en byggtid på åtta år inviger drottning Viktoria bron Tower Bridge som går över floden Themsen i centrala London. Den ligger alldeles intill den medeltida borgen Towern (från vilken den har fått sitt namn) och är resultatet av en tävling, där över 50 förslag på utformning av en ny bro nedanför London Bridge har lämnats in, eftersom man behöver ytterligare en förbindelse över floden, då man i slutet av 1800-talet har börjat exploatera området runt Towern. Numera är Tower Bridge ett av Londons ikoniska landmärken.
- 1903 – Författaren Frida Stéenhoff introducerar ordet feminism i Sverige med föredraget ”Feminismens moral” som hon håller i Sundsvall denna dag och låter trycka senare under året.[4] Det är också genom detta föredrag ordet får den betydelse det har idag (kampen för att utjämna skillnader mellan könen). Tidigare har ”feminist” använts nedsättande om personer som inte vill anpassa sig efter rådande könsnormer.
- 1908 – Kvart över sju på morgonen slår en meteorit med diameter på mellan 60 och 1200 meter ner vid floden Steniga Tunguska i Sibirien i östra Ryssland. I den så kallade Tunguska-händelsen fälls 80 miljoner träd på en yta av 2 150 kvadratkilometer skog och nedslaget är den största kollisionen mellan jorden och en annan himlakropp under de senaste 100 000 åren (händelsen kallas nedslag, även om det är troligast, att meteoriten brinner upp i luften och aldrig träffar jordens yta). Inga människor tycks ha omkommit eller blivit skadade i händelsen, men eftersom kraften är så stor, att den skulle ha kunnat ödelägga en storstad, får den till följd att man börjar diskutera hur man ska kunna undvika att jorden träffas av meteoriter i framtiden.
- 1921 – Genom en svensk lagändring avskaffas dödsstraffet i fredstid i svensk lag, vilket innebär, att det i Sverige inte längre blir möjligt att utdöma dödsstraff för brott begångna i fredstid (dödsstraffet i krigstid finns dock kvar till 1973) och lagens strängaste straff blir då istället livstids straffarbete. Den sista dödsdomen i Sverige har utfärdats året före (1920), då Mohammed Beck Hadjetlaché, som är ledare för den så kallade ”Ryssligan” har dömts till döden för kidnappning och mord (hans straff har dock före avrättningen omvandlats till livstids straffarbete). Den sista avrättningen i Sverige har ägt rum 1910, då rånmördaren Alfred Ander har avrättats med giljotin, medan det inte har skett någon offentlig avrättning sedan 1876. Sedan 1975 är dödsstraff förbjudet i svensk grundlag.
- 1934 – Den tyske diktatorn Adolf Hitler låter mörda flera högt uppsatta personer, framförallt inom den paramilitära organisationen Sturmabteilung (SA) genom en aktion som pågår till 2 juli och går till historien som De långa knivarnas natt (tyska: Nacht der langen Messer). I Tyskland blir aktionen också känd som ”Röhm-kuppen”, då SA-ledaren Ernst Röhm är ett av de viktigaste mordoffren och Hitler låter utföra denna ”utrensning”, eftersom SA har börjat bli alltmer självständigt och han därmed börjar se organisationen som ett hot mot hans politiska makt. Efter aktionen finns SA kvar, men i mycket mindre skala och under mycket skarpare statlig kontroll, fram till andra världskrigets slut 1945.
- 1936 – Den amerikanska författaren Margaret Mitchell utger romanen Borta med vinden (engelska: Gone with the Wind). Denna storslagna skildring av det amerikanska inbördeskriget blir så populär att Mitchell tilldelas Pulitzerpriset året därpå och boken filmatiseras redan 1939. Även filmen blir en enorm succé, som i förhållande till folkmängd och inflation blir den mest framgångsrika filmen någonsin, räknat i biljettintäkter (inspelningsbudgeten ligger på 3,85 miljoner dollar, medan biljettintäkterna blir 390 miljoner, alltså över 100 gånger så mycket).
- 1942 – De sista judiska skolorna i Tyskland stängs, som ett led i nazisternas förföljelse av judarna. Judarna har då systematiskt, sedan Adolf Hitlers makttillträde 1933, mer och mer förlorat sina medborgerliga rättigheter i Tyskland och redan i januari samma år har man under den så kallade Wannseekonferensen beslutat att utrota samtliga judar i vad som kallas ”den slutgiltiga lösningen på judefrågan”.
- 1952 – Den amerikanska dramaserien The Guiding Light som sedan 1937 har sänts i radio, börjar även sändas i tv (fram till 1956 sänds den i både radio och tv, men därefter enbart i tv). När den läggs ner 2009 har den sänts i över 18 000 avsnitt och står därmed inskriven i Guinness rekordbok som världens längsta drama-tv-serie och från radiostarten 1937 till tv-nedläggningen 2009 har den alltså gått i 72 år. Det är också den tredje längst sända serien i sändningshistorien, där endast det norska Lørdagsbarnetimen (1924–2010) och det amerikanska Grand Ole Opry (sedan 1925) har sänts längre.
- 1954 – En total solförmörkelse inträffar över Sverige.
- 1960 – Den belgiska kolonin Kongo blir självständig från moderlandet under namnet Republiken Kongo. Området har tillhört Belgien sedan 1908 (efter att från 1885 till 1908 ha varit den belgiske kungen Leopold II:s personliga egendom), men sedan den kongolesiska nationaliströrelsen Mouvement National Congolais har bildats 1956, med ett fritt Kongo som mål, har den dåvarande belgiske kungen Baudouin I 1959 sagt ja till Kongos självständighet och tidigare samma år (1960) har belgiska och kongolesiska politiska ledare diskuterat hur självständigheten ska genomföras i praktiken. Den nya republiken blir kortlivad och existerar endast i fem år, innan Mobutu Sese Seko 1965 genomför en statskupp och omvandlar landet till en diktatur med namnet Zaire.
- 1962 – Den kommersiella radiokanalen Radio Nord stänger ner enligt en ny lag som gäller från och med klockan 24:00. Sista låten som spelades var "Hit the Road Jack" som syftade på ägaren Jack S. Kotschack.
- 1983 – Västmanlands flygflottilj (F1) i Västerås läggs ner.
- 1984 – Den kanadensiske premiärministern Pierre Trudeau avgår efter fyra år på posten, då han ämnar pensionera sig från politiken (den 29 augusti avgår han även som ledare för liberala partiet). Han efterträds samma dag av partikamraten John Turner, som dock får den näst kortaste premiärministerperioden i Kanadas historia. Redan i september förlorar liberalerna parlamentsvalet i sin största valförlust någonsin och den 17 september blir istället Brian Mulroney från konservativa framstegspartiet ny premiärminister.
- 2000 – Under en konsert med gruppen Pearl Jam på Roskildefestivalen blir nio män (tre danskar, tre svenskar, en tysk, en australier och en holländare) ihjälklämda och ett trettiotal personer skadas när publiken rusar mot scenen. Då den efterföljande utredningen visar att publiksurfning kan ha varit en starkt bidragande orsak till olyckan (flera personer har ramlat på ett ställe, varvid publiksurfarna har fallit ner i det ”hål”, som har uppstått och krossat personerna under sig) blir detta snart förbjudet på de flesta festivaler i Europa.
- 2005 – Ornitologen Andreas Ståhl observerar en amurfalk vid Kalmar flygplats nära Kläckeberga kyrka i Småland. Detta är den hittills (2025) enda observationen av en amurfalk, som har gjorts i Sverige (fågeln häckar vanligtvis i östra Asien och södra Afrika) och upptäckten blir därmed en sensation inom fågelskådarkretsar.
- 2006 – Det 433 år gamla pappersbruket Klippan AB i nordvästra Skåne (grundat 1573), som är Sveriges och Nordens äldsta, begärs i konkurs, på grund av sviktande kundunderlag. Driften kan dock återupptas redan i december samma år och är igång än idag (2025).

## Födda
- 1470 – Karl VIII, kung av Frankrike 1483–1498
- 1503 – Johan Fredrik I, kurfurste av Sachsen 1532–1547
- 1755 – Paul Barras, fransk militär och politiker
- 1789 – Horace Vernet, fransk målare
- 1801 – Frédéric Bastiat, fransk liberal författare och politisk ekonomiteoretiker
- 1819
  - Lucile Grahn, dansk ballerina
  - William A. Wheeler, amerikansk republikansk politiker, USA:s vicepresident 1877–1881
- 1821 – Adèle Dumilâtre, fransk ballerina
- 1844 – Elof Tegnér, svensk biblioteksman och historiker
- 1846 – Riccardo Drigo, italiensk tonsättare och dirigent
- 1847 – Fredrik Landelius, svensk provinsialläkare och riksdagsman
- 1868 – Lauri Ingman, finländsk teolog och samlingspartistisk politiker, Finlands statsminister 1918–1919 och 1924–1925 samt biskop i Åbo ärkestift 1930–1934
- 1882 – Sven Lidman, svensk poet och författare, ledargestalt inom Pingströrelsen
- 1884
  - Franz Halder, tysk general
  - Svend Rindom, dansk skådespelare och manusförfattare
  - Georges Duhamel, fransk författare
- 1887
  - Erik ”Bullen” Berglund, svensk regissör, skådespelare och manusförfattare
  - Anita Halldén, svensk sångtextförfattare och översättare
  - John Charles Vivian, amerikansk republikansk politiker, guvernör i Colorado 1943–1947
- 1889 – Allan Bengtsson, svensk höjdhoppare
- 1892 – Oswald Pohl, tysk nazistisk politiker och general
- 1904 – Bibi Lindström, svensk filmarkitekt, scenograf, regissör och manusförfattare
- 1905 – Maritta Marke, svensk skådespelare och sångare
- 1906 – Karin Ygberg, svensk operettsångare
- 1911
  - Czesław Miłosz, polsk författare, mottagare av Nobelpriset i litteratur 1980
  - Sigurbjörn Einarsson, isländsk präst och teologie doktor, biskop på Island 1959–1981
- 1912 – Ludwig Bölkow, tysk flygplanskonstruktör och företagsledare
- 1917 – Lena Horne, amerikansk sångare och skådespelare
- 1918 – Susan Hayward, amerikansk skådespelare
- 1920 – Zeno Colò, italiensk alpin skidåkare
- 1925 – Hagge Geigert, svensk revyförfattare, teaterdirektör, tv-underhållare, författare, journalist och debattör
- 1926 – Paul Berg, amerikansk kemist, mottagare av Nobelpriset i kemi 1980
- 1927 – Shirley Fry, amerikansk tennisspelare
- 1929 – Hans Krondahl, svensk textilkonstnär (död 2018)
- 1932 – Mongo Beti, kamerunsk författare (död 2001)
- 1939 – Anna-Greta Leijon, svensk socialdemokratisk politiker, Sveriges invandrar- och jämställdhetsminister 1973–1976, arbetsmarknadsminister 1982–1987 samt justitieminister 1983 och 1987–1988
- 1948 – Tomas Lidman, svensk historiker, Sveriges riksbibliotekarie 1995–2003 och riksarkivarie 2003–2010
- 1955
  - Jojje Jönsson, svensk komiker, skådespelare och manusförfattare
  - Egils Levits, lettisk politiker, president 2019-2023
- 1958
  - Esa-Pekka Salonen, finländsk dirigent och kompositör
  - Anna-Lena Lodenius, svensk författare, journalist och föreläsare
- 1959 – Vincent D'Onofrio, amerikansk skådespelare
- 1963 – Yngwie Malmsteen, svensk musiker och gitarrist
- 1964 – Alexandra, dansk prinsessa (1995–2005) och grevinna
- 1966 – Mike Tyson, amerikansk boxare
- 1968 – Phil Anselmo, amerikansk hårdrockssångare
- 1975 – Rami Shaaban, svensk-egyptisk fotbollsspelare
- 1979 – Matthew Miller, amerikansk reggaesångare och låtskrivare med artistnamnet Matisyahu
- 1980 – Seyi Olofinjana, nigeriansk fotbollsspelare
- 1981 – Pekka Aittakumpu, finländsk politiker och präst
- 1983 – Cheryl Cole, brittisk sångare, medlem i gruppen Girls Aloud
- 1985 – Michael Phelps, amerikansk simmare
- 1986 – Allegra Versace, italiensk skådespelare och arvtagare
- 1990 – Sandro Sukno, kroatisk vattenpolospelare

## Avlidna
- 1337 – Eleanor de Clare, 44, engelsk adelsdam
- 1649 – Simon Vouet, 59, fransk målare
- 1685 – Archibald Campbell, 56, skotsk adelsman
- 1774 – Vilhelm Gustaf Wrangel, 79, svensk militär och politiker
- 1785 – James Oglethorpe, 88, brittisk militär och kolonigrundläggare
- 1839 – Johan Olof Wallin, 59, svensk psalmdiktare, präst, domprost i Västerås, ärkebiskop i Uppsala stift, ledamot av Svenska Akademien
- 1840 – Hermann Ernst Freund, 53, dansk skulptör
- 1875 – Maria Röhl, 73, svensk porträttmålare
- 1887 – William H.H. Ross, 73, amerikansk demokratisk politiker, guvernör i Delaware
- 1917 – Jonathan Chace, 87, amerikansk republikansk politiker, senator för Rhode Island
- 1919 – John Strutt, 76, brittisk fysiker, mottagare av Nobelpriset i fysik 1904
- 1934
  - Ernst Röhm, 46, tysk militär och nazistisk politiker
  - Kurt von Schleicher, 52, tysk militär och politiker, Tysklands rikskansler
  - Gregor Strasser, 42, tysk nazistisk politiker
  - Gustav von Kahr, 71, tysk konservativ politiker
- 1942 – William Henry Jackson, 99, amerikansk konstnär, fotograf och upptäcktsresande
- 1953 – Elsa Beskow, 79, svensk barnboksförfattare och illustratör
- 1954 – Andrass Samuelsen, 80, färöisk politiker, Färöarnas lagman
- 1966
  - Nils Idström, 66, svensk skådespelare, översättare och manusförfattare
  - Nino Farina, 59, italiensk racerförare, den förste världsmästaren i F-1
- 1973 – Nancy Mitford, 68, brittisk författare och journalist
- 1978 – Umberto Nobile, 93, italiensk upptäcktsresande och luftskeppspionjär
- 1981 – Erik Sjögren, 54, svensk balettdansör och skådespelare
- 1983 – Leonard B. Jordan, 84, amerikansk republikansk politiker, guvernör i Idaho och senator för samma delstat
- 1984 – Lillian Hellman, 79, amerikansk dramatiker och författare
- 1995 – Gale Gordon, 89. amerikansk skådespelare
- 2001
  - Stephen Ailes, 89, amerikansk advokat och politiker
  - Chet Atkins, 77, amerikansk gitarrist
- 2008 – Irina Baronova, 89, rysk ballerina och balettlärare
- 2009
  - Jan Molander, 89, svensk regissör och skådespelare
  - Pina Bausch, 68, tysk koreograf och dansare
- 2012 – Yitzhak Shamir, 96, israelisk politiker, Israels premiärminister
- 2013 – Ida Fässberg, 23, svenskt mordoffer
- 2014
  - Paul Mazursky, 84, amerikansk filmregissör
  - Željko Šturanović, 54, montenegrinsk politiker, premiärminister
- 2016 – Martin Lundström, 98, svensk längdskidåkare
- 2023 – Mats Olin, 76, svensk artist och sångare